# Кіркук (місто)
Кіркук (араб. كركوك, Kirkūk, сорані کەرکووک, тур. Kerkük курд. Kerkûk, арам. ܐ ܪ ܦ ܗ ܐ, Arrapha) — місто на півночі Іраку.

## Географія
Місто розташоване за 250 км на північ від столиці Іраку Багдада. район Кіркука розташована між горами Загрос на північному сході, рікою Заб і річкою Тигр на заході, горами Хамрін (араб.: جبل حمرين) на півдні, й річкою Сірван на південному сході. 2003 року населення міста становило 755 700 осіб.
| Клімат                                          | Клімат | Клімат | Клімат | Клімат | Клімат | Клімат | Клімат | Клімат | Клімат | Клімат | Клімат | Клімат | Клімат |
| Показник                                        | Січ.   | Лют.   | Бер.   | Квіт.  | Трав.  | Черв.  | Лип.   | Серп.  | Вер.   | Жовт.  | Лист.  | Груд.  |        |
| Середній максимум, °C                           | 13,8   | 15,7   | 20,1   | 26,3   | 33,7   | 39,8   | 43,2   | 42,8   | 38,7   | 31,4   | 22,6   | 15,8   |        |
| Середній мінімум, °C                            | 4,5    | 5,7    | 9,0    | 13,8   | 19,6   | 24,5   | 27,5   | 27,1   | 23,2   | 18,1   | 11,2   | 6,3    |        |
| Норма опадів, мм                                | 68.3   | 66.7   | 57.3   | 44.1   | 13.4   | 0.1    | 0.2    | 0      | 0.7    | 12.4   | 39.1   | 59     |        |
| Днів з опадами                                  | 11     | 11     | 11     | 9      | 5      | 0      | 0      | 0      | 0      | 5      | 7      | 10     |        |
| ----------------------------------------------- | ------ | ------ | ------ | ------ | ------ | ------ | ------ | ------ | ------ | ------ | ------ | ------ | ------ |
| Джерело: World Meteorological Organisation (UN) |        |        |        |        |        |        |        |        |        |        |        |        |        |

## Історія

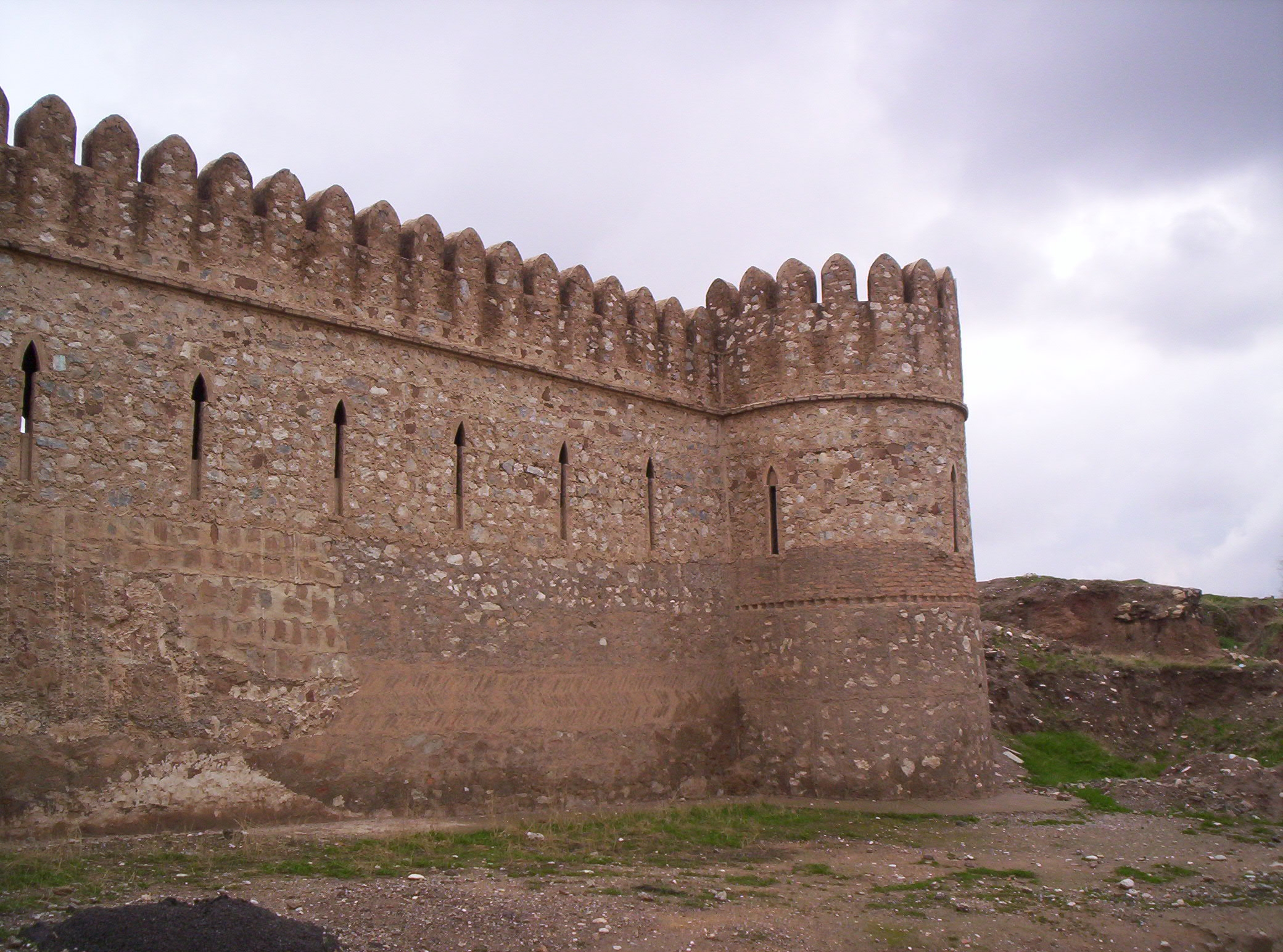
Кіркукська цитадель.

Сучасне місто Кіркук стоїть на місці стародавньої хурритської та ассирійської столиці Аррапха, яка була побудована біля річки Хаса близько 5000 років тому. Через стратегічне географічне положення міста за Кіркук билися три імперії: Ассирія, Вавилон та Мідія, які контролювали місто у різні часи.

## Економіка
Кіркук — центр нафтової промисловості на півночі Іраку. Родовище Кіркук, відкрите в 1927 і розробляється з 1934, одне з найбільших у світі.